# قانون الطرد الفيدرالي
القانون الاتحادي بشأن اللاجئين والمنفيين ( (بالألمانية: Bundesvertriebenengesetz)‏، BVFG؛ Gesetz über die Angelegenheiten der Vertriebenen und Flüchtlinge؛ حرفيا: قانون شؤون المطرودين واللاجئين) هو القانون الاتحادي الذي أقرته جمهورية ألمانيا الاتحادية في 19 مايو 1953 لتنظيم الوضع القانوني للعرقية الألمانية- اللاجئين والمطرودين الذين فروا أو تم طردهم بعد الحرب العالمية الثانية من الأراضي الشرقية السابقة لألمانيا وغيرها من مناطق وسط وشرق أوروبا. تم تعديل القانون في 3 سبتمبر 1971. 
كانت القوة الرئيسية وراء القانون هي حزب كتلة جميع الألمان / رابطة المطرودين والمحرومين من الحقوق، والذي كان من بين مؤيديه - إلى جانب المواطنين الألما، الذين فروا أو طُردوا من الأراضي الألمانية السابقة التي ضمتها بولندا والاتحاد السوفيتي - العديد من غير المواطنين السابقين، الذين عانوا من نهاية الحرب العالمية الثانية وسنوات ما بعد الحرب من التطهير العرقي وسحب الجنسية والإهانة (1945 حتى 1950) التي قامت بها حكومات تشيكوسلوفاكيا والمجر وبولندا ورومانيا و يوغوسلافيا. 